# Rybníkářství na Pardubicku
Rybníkářství na Pardubicku bylo praktikováno již ve 12. století opatovickým klášterem. Největšího rozmachu však zde rybníkářství dosáhlo za panství Pernštejnů v letech 1491 – 1560, kdy bylo větší a významnější než rybníkářství rožmberské v jižních Čechách. V držení Pernštejnů jen na pardubicko-kunětickohorském panství bylo 235 rybníků. Kromě toho zde bylo několik menších soustav rybníků jiných vlastníků.

## Hospodářský význam chovu ryb
Rybníkářstvím rozumíme budování rybníků za účelem chovu ryb. Je investičně náročné, zato vlastní chov ryb vyžaduje poměrně málo živé práce i provozního kapitálu. Chován je zejména kapr pro chutné maso a dobrý odbyt.

## Počátky zakládání rybníků na Pardubicku
Možnost a výhodnost budování rybníků ve východních Čechách na území současného Pardubicka si nejdříve uvědomili mniši benediktýni opatovického kláštera. Hned v 11. století, kdy byl klášter založen, začali s chovem ryb. Nejprve byly k vysazování a chovu ryb využívány přirozené vodní nádrže a teprve později se začaly budovat rybníky jako umělé nádrže s tímto určením. Klášter v Opatovicích měl na spravovaném teritoriu množství přirozených nádrží a mniši tak měli možnost poznat a ověřit si hospodářskou výnosnost chovu ryb. Proto postupně přicházeli s budováním rybníků umělých, které umožňovaly napouštět a vypouštět vodu podle potřeby a využívat lepší techniku chovu i odlovu ryb. První písemné zmínky o rybnících v Čechách pocházejí z 12. a 13. století. Ke konci 15. století byly v Polabí rybníky zakládány již ve značném měřítku, vznikaly první rybniční soustavy. Např. kníže Jindřich I. Starší, syn krále Jiřího z Poděbrad, asi v r. 1480 stavěl rybníky Bohdanečský a Rosický. Budované rybníky měly význam nejen rybochovný, ale i krajinotvorný a zdravotní. Se zakládáním rybníků souvisela vyšší péče o vodní režim, byly omezovány plochy nezdravých močálů a bažin i neúrodné písčiny a zvětšovaly se plochy luk potřebné pro chov dobytka. Při stavbě rybníků byly používány pochopitelně jen tehdejší primitivní technické pomůcky. Dnes si nedovedeme práci na stavbách bez nivelačního přístroje představit, ale tehdy i dlouhé kanály byly vytyčovány jen za pomocí krokvice. Byla založena na jednoduchém principu vyrovnání olovnice spuštěné z protilehlého úhlu rovnoramenného trojúhelníka na značku uprostřed přepony a tím vyrovnání přepony do vodorovné polohy. Přesto s nimi byla vybudována řada náročných vodních staveb. Nebyl prováděn ani průzkum podloží hráze do náležité hloubky, a také přeliv rybníka býval nedostatečně dimenzován, takže občas docházelo k destrukci hráze a zaplavení území pod rybníkem.

## Rybniční soustavy zakládané Pernštejny
Hospodářského přínosu rybníků si byl Vilém z Pernštejna vědom ještě před svým usídlením v Pardubicích a měl se stavbou rybníků bohaté zkušenosti ze svých panství na Moravě. Když získal v roce 1491 pardubické panství s jeho příznivými terénními i hydrologickými podmínkami pro zřizování rybníků, začal hned velmi intensivně budovat celé soustavy rybníků, obvykle zásobené vodou přiváděnou kanálem z nějakého kapacitního zdroje. Věděl, že nebezpečí úhynu ryb hlavně v zimním období lze podstatně snížit zajištěním dostatečného přítoku čerstvé vody. Některé z Pernštejnských rybníků byly obrovské, zejména Čeperka, Oplatil a Rozkoš a byly větší než později založené rybníky v jižních Čechách. Zakládané rybníky někdy zatopily i celé osady, jen namátkou jmenujme obce Velké a Malé Kavčiny, Černou pod Čeperkou a původní ves Stéblovou, která byla přemístěna mimo zátopu, všechny čtyři pro rybník Oplatil, obce Bystřec a Nivčice pro Rozkoš a již před Pernštejny ves Pěžice pro rybník Bohdanečský. Jejich obyvatelé se museli přestěhovat do jiných osad panství, a také vznikaly osady nové, např. Dědek a Novinsko. Rybníky však většinou zaplavovaly jen pozemky zamokřené, neobdělávané nebo půdu méně výnosnou, zejména louky a lesy a výše položená orná pole zasahovaly jen svými vnějšími okraji. Rybníky Vilém nechával stavět i jinde na svých panstvích. V budování rybníků a chovu ryb pokračovali i jeho synové, Vojtěch a zejména Jan.

## Rybniční soustavy
Nejvýznamnější rybniční soustavou na Pardubicku byl systém Opatovického kanálu. Tento umělý vodní tok zkracuje tok Labe obtékající Kunětickou horu a měnící zde směr toku ze severo-jižního na západní. Z Labe od Opatovic, kde byl Vilemém zřízen mohutný jez, Opatovický kanál přivádí vodu k Bohdanči a dále k Semínu, kde se vlévá zpět do Labe. Vede terénem kterým v minulých geologických dobách protékalo Labe, údolím tzv. Bohdanečské brány. Původně byl Opatovický kanál dlouhý 34,7 km, provedením přeložky u Semína byl zkrácen na 32,6 km, má šířku 3–8 m, hloubku 1–2 m a v počátečním úseku jím protéká 2,5 m³/sec vody. Rozdíl hladin mezi odbočením z Labe a vyústěním je 23 m. Velká strúha, jak byl Opatovický kanál původně nazýván, byla budována ve dvou etapách. První, od Opatovic k Bohdanči byla v provozu už r. 1498, druhá část od Bohdanče pod Semín byla zbudována do roku 1513. Přítok do Opatovického kanálu bylo možné zastavit uzavřením tzv. Ždánických stavidel na jeho počátku v Opatovicích. To umožňovalo pravidelné čištění kanálu od usazenin. Stavidla byla také v Opatovicích a dal se jimi samostatně uzavřít přítok do západní části kanálu a vodu pustit kratší cestou Rajskou struhou do Labe. Hlavní funkcí kanálu bylo napájení rozsáhlé soustavy rybníků Velké a Malé Čeperky (dř. Šeberky), Oplatila, Rozkoše, Jezera, Bohdanečského, Sopřečského, Semtína, Rosického, Nadýmyče, Žernovského a dalších, sloužil i k pohonu řady vodních mlýnů, měl a má nesporně příznivý vliv na vodní režim a klima Bohdanečska a příslušné části Přeloučska. Rybník Čeperka byl vůbec největší rybník jaký byl v Čechách zbudován. Na stavbě tohoto obrovského rybníka o tehdejší rozloze 1200 ha v letech 1491–1496 pracovaly stovky poddaných i najatých rybníkářů. K dalším násadním rybníkům přiváděl vodu Dvakačovický kanál neboli Zmínka, který spojoval říčku Olšinku či Novohradku u Dvakačovic s Loučnou u Sezemic a napájel rybníky Spojil, Novočernský, Staročernský a Nový Pardubický. Byl vybudován na počátku devadesátých let 15. století, tedy ještě před Opatovickým kanálem, ale je mnohem méně kapacitní, vede jen asi 200 l/sec vody a má délku asi 12 km.
Málo zmiňovaný, přesto významný je také kanál z Chrudimky od Tuněchod, který napájel devět rybníků, z nichž významné byly zejména Mnětický a Nemošický. Na Loučné před jejím ústím do Labe byl zřízen vysoký jez a kapacitním Počápelským kanálem neboli Haldou, též Sezemskou strouhou, byla voda přiváděna do Chrudimky v Pardubicích, odkud byla dále vedena Městskou strouhou do města, kde mohla být použita k zatopení opevňovacích příkopů zámku, poháněla mlýny a jiná zařízení i odváděla odpad, například z jatek. Halda je dokladem vyspělosti pernštejnského vodního stavitelství. V jednom úseku se její trasa přibližuje toku Labe na vzdálenost asi čtyř metrů s rozdílem hladin osm metrů. Další soustava středně velkých násadních rybníků byla v povodí Loučné. Jednotlivými krátkými kanály byla voda přiváděna do rybníků Moravanského, Platenického, Velkolánského a j., na Lodrantce byly rybníky Rovenský a Komárovský. Větší počty menších rybníků vytvářely soustavy kolem Týnce n. L., Labské Chrčice, Rohoznice, Volče, Rohovládovy Bělé, Bukovky, Habřiny Vlčí, Velin, Holic, Ostřetína, Vysokého Chvojna a dalších obcí, celkem přes 230 rybníků. Na Pardubicku však byly také menší soustavy rybníků jiných vlastníků, např. u Zdechovic, Choltic, Valů, Dobřenic.

## Stavitelé rybníků na Pardubicku
Stavitelem labského jezu v roce 1513 byl Kunát mladší Dobřenský z Dobřenic. Tento zkušený rybníkář na sklonku 15. a v první třetině 16. století navrhl řadu vodních děl i v jižních Čechách a své zkušenosti předával v hojné míře také svým podřízeným spolupracovníkům, nap. také Josefu Štěpánkovi Netolickému. Pro Viléma z Pernštejna navrhoval Kunát z Dobřenic na Pardubicku řadu vodních staveb zřejmě již v devadesátých letech 15. století, když pracoval coby fišmistr na Kolínsku pro krále Vladislava Jagellonského, a později se zde usadil na pomezí pernštejnského panství natrvalo. Na svém majetku vybudoval zmíněnou soustavu rybníků na Zlatém potoce u Valů.
Jako stavitelé rybniční soustavy na Pardubicku jsou uváděni také fišmistr Jan Vlček kolem roku 1496, Jan Stanovský z Čechtic zvaný Mřeň z let 1508–1520 a Kabát z Bohdanče.
Fišmistr Jan Stanovský z Čechtic jako purkrabí na Hluboké ve službách Viléma z Pernštejna zřejmě řídil práce při zřizování druhého největšího jihočeského rybníka – Bezdrevu. Od roku 1508 působil na pernštejnském panství Pardubice. Po roce 1520 se ve služebném poměru již neobjevuje a zemřel roku 1535.

## Rybníkáři a chovatelé ryb
Stavba rybníků, chov ryb a jejich distribuce do míst spotřeby doma i za hranicemi, dávaly výdělek i mnoha místním lidem. Nacházeli zde zaměstnání nejen rybáři, ale i četní řemeslníci provádějící různé práce související se stavbou a údržbou rybníků a s chovem ryb. Rybníky tak významně přispívaly k hospodářskému rozvoji Pardubicka.

## Rušení rybníků
V 18. století však sláva pardubického rybníkářství končila. Reformy Marie Terezie a Josefa II. vedly i k cílené likvidaci starých rybníků a jejich přeměnu na tehdy již výnosnější ornou půdu. Řada rybníků byla zrušena kolem roku 1783 a půda přidělena německým kolonistům ze Slezska. V té době vznikaly na bývalých rybnících nové obce, např. Staročernsko, Veská, Velkolánské, Moravanské atd. Značná část rybníků však byla zrušena i z toho důvodu, že byly zanesené a čištění by bylo nákladné nebo proto, že překážely jiným záměrům.
Na přelomu 19. a 20. století pardubický velkostatek patřil vídeňskému podnikateli Dr. Richardu Draschemu. Ten se snažil oživit rybniční hospodářství, rybníky se zachovalými hrázemi znovu napustil, zejména rybník Bohdanečský, Sopřečský a Jezero. Pozemková reforma v r. 1919 tyto snahy Dr. Drascheho uzavřela. Po únoru 1948 na rybnících hospodařilo Státní rybářství a v roce 1993 vznikl a na rybnících hospodaří samostatný podnik Rybniční hospodářství s. r. o., Lázně Bohdaneč.